# Nikołaj Awdonin
Nikołaj Siergiejewicz Awdonin (ros. Николай Сергеевич Авдонин, ur. 1903, zm. 1979) – radziecki agrochemik, akademik Wszechzwiązkowej Leninowskiej Akademii Nauk Rolniczych (1966). 
Absolwent Woroneskiego Instytutu Rolniczego (1930). Od 1933 kierownik laboratorium. instytutu badawczego przemysłu spirytusowego. W latach 1939-45 pracownik instytutu badawczego uprawy zbóż centrum rejonów nieczarnoziemskich Wszechzwiązkowej Leninowskiej Akademii Nauk Rolniczych, jednocześnie kierownik Państwowego Uniwersytetu Nauk Ludowego Komisariatu Rolnictwa ZSRR. W latach 1945-49 dyrektor instytutu badawczego uprawy warzyw Ministerstwa Rolnictwa RFSRR, w latach 1957-59 - Wszechzwiązkowego Instytutu Nawozów i Agro-Gleboznawstwa. Od 1949 r. profesor, w latach 1953-79 kierownik katedry Moskiewskiego Uniwersytetu Państwowego im. M.W. Łomonosowa. Zajmował się zwiększaniem żyzności gleby i plonów, uprawami, teoretycznymi podstawami żywienia roślin. Autor podręcznika "Agrochemia"(1978) .